# Железіарне
«Железіарне Подбрезова» (словац. Železiarne Podbrezová) — словацький футбольний клуб з міста Подбрезова, заснований 1920 року. Виступає у Словацькій Суперлізі. Домашні матчі приймає на «ЗЕЛПО Арені», потужністю 4 061 глядачів. 99,80% прав на клуб належить словацькій компанії Železiarní Podbrezová, на честь якої і названий клуб.

## Історичні назви
Джерело:
- 1920 — РТЄ Подбрезова (словац. RTJ Podbrezová, Robotnícka telocvičná jednota Podbrezová)
- 1933 — ШК Подбрезова (словац. ŠK Podbrezová, Športový klub Podbrezová), після об'єднання з клубом «Татран» (Горна Легота)
- 2006 — «Шпорт» (Подбрезова) (словац. FO ŽP ŠPORT Podbrezová, Futbalový oddiel Železárny Podbrezová Šport Podbrezová), після об'єднання з клубом «Брезно».
- 2017 — «Железіарне Подбрезова» (словац. FK Železiarne Podbrezová, Futbalový klub Železárny Podbrezová)[2]

## Досягнення
- Чемпіон 2 ліги: 1
  - 2014
- Фіналіст 2 ліги: 3
  - 2008, 2012, 2013